# Hyagnis indicus
Hyagnis indicus är en skalbaggsart som beskrevs av Stefan von Breuning 1969. Hyagnis indicus ingår i släktet Hyagnis och familjen långhorningar. Inga underarter finns listade i Catalogue of Life.